# Estación Marina Nueva
Marina Nueva es una estación ferroviaria ubicada en la localidad de Victoria, partido de San Fernando, Provincia de Buenos Aires, Argentina.

## Servicios
Es una estación intermedia del servicio urbano del Tren de la Costa que se presta entre las estaciones Avenida Maipú y Delta.
Cercana a la estación se encuentra la costanera municipal Alfredo Viviant en calle Del Arca y el Río Luján. 